# Propilidium exiguum
Propilidium exiguum is een slakkensoort uit de familie van de Lepetidae. De wetenschappelijke naam van de soort is voor het eerst geldig gepubliceerd in 1844 door W. Thompson.